# Thomas-Louis Heylen

Thomas-Louis Heylen, né le 5 février 1856 à Kasterlee, Province d'Anvers, (Belgique) et décédé le 28 octobre 1941, à Namur (Belgique) est un chanoine prémontré belge. Abbé de l'abbaye de Tongerlo il fut évêque de Namur de 1899 à 1941.

## Biographie
Après des études secondaires au collège jésuite de Turnhout, Louis Heylen entre chez les chanoines prémontrés de l’abbaye de Tongerlo (août 1875). Il prend l’habit religieux et le nom de religion de 'Thomas de Cantorbéry' (et sera connu dès lors comme Thomas-Louis Heylen).  Le 11 juin 1881 il est ordonné prêtre à Malines. Intellectuellement doué, il est envoyé poursuivre ses études à Rome à l'Université grégorienne où il obtient en 1883 les doctorats en théologie et droit canonique.
En 1887, le P. Heylen est élu abbé de Tongerlo, et deux ans plus tard, en 1889, vicaire-général de l'Ordre des Prémontrés en Belgique. La même année, il fonde un prieuré prémontré à Manchester (Grande-Bretagne) et en 1897 un poste missionnaire dans l’Uelé, au Congo belge.

## Évêque de Namur
En septembre 1899, il est choisi par Léon XIII pour succéder à Jean-Baptiste Decrolière comme évêque de Namur. Il est consacré évêque le 30 novembre dans la cathédrale de Namur par Pierre-Lambert Goossens avec comme co-consécrateurs Victor-Joseph Doutreloux et Antoine Stillemans. Thomas-Louis Heylen commence alors le plus long épiscopat qu’ait connu le diocèse de Namur (quarante-deux ans). 
Connu pour sa dévotion eucharistique, il est choisi en 1901 par Léon XIII  pour organiser les congrès eucharistiques internationaux. Il s’empresse d’en organiser un dans sa ville de Namur (1902), rappelant que sainte Julienne de Cornillon, qui est à l’origine de la Fête-Dieu, a longtemps vécu à Salzinnes avant de mourir à Fosses-la-Ville. Le congrès est le point de départ d’un renouveau pastoral dans le diocèse ;  plusieurs œuvres apostoliques y sont nées. Thomas-Louis Heylen organise seize autres congrès eucharistiques internationaux entre 1904 et 1930, dont celui de Lourdes en 1914. 
Lorsque les lois anti-religieuses en France (1902) contraignent de nombreux ordres et congrégations religieuses à quitter le pays, Thomas-Louis Heylen les reçoit dans son diocèse, une vingtaine de communautés d’hommes et quelque quatre-vingt-dix de femmes. Cela permet, entre autres, la relève de l’abbaye de Leffe (abbaye prémontrée) avec l’arrivée de Prémontrés du Frigolet. Lorsque les Prémontrés français retournent dans leur pays, l’évêque fait appel à son abbaye d’origine de Tongerlo pour veiller à ce que la continuité soit assurée à Leffe (1929).
Durant la Première Guerre mondiale, alors que le diocèse souffre beaucoup des batailles qui y ont lieu (Dinant, Namur, Semois) Heylen offre plusieurs fois sa personne en garantie du calme de la population namuroise. Tant qu’il y a moyen, il visite ses paroisses pour y consoler les victimes de la guerre et organiser les secours. A l’évêché se trouve un bureau de recherches pour le regroupement des familles. Avec l’occupant allemand, il garde une attitude correcte, mais froide. Son attitude de fermeté et courage lui vaut de nombreuses distinctions après la guerre. 
À l’issue de la guerre, il obtient de Benoît XV de pouvoir couronner Notre-Dame du Rempart, comme patronne protectrice de la ville de Namur. La cérémonie a lieu le 20 juillet 1919. Un grand concours de peuple l’accompagne. Il promeut la dévotion mariale également aux sanctuaires de Foy-Notre-Dame, Walcourt et Hastière.  

## Succession apostolique
Thomas-Louis Heylen a ordonné les évêques suivants :
- Évêque Charles Alphonse Armand Vanuytven (de), O. Praem. (1924)
- Évêque Paul Justin Cawet (no) (1929)

## Distinctions
- Assistant au trône pontifical et comte romain le 4 juillet 1910
- Commandeur de l'ordre de Léopold (le 24 octobre 1912)
- Officier de l'ordre de la Couronne

## Reconnaissance publique
- La place publique où se trouve l'église de Bomel fut appelée Place Mgr Heylen.